# Polariseur
 (juin 2015).
Si vous disposez d'ouvrages ou d'articles de référence ou si vous connaissez des sites web de qualité traitant du thème abordé ici, merci de compléter l'article en donnant les références utiles à sa vérifiabilité et en les liant à la section « Notes et références ».
 (juin 2015).
Un polariseur est un instrument d'optique qui sélectionne dans une onde lumineuse incidente une direction de polarisation préférentielle : la plupart des polariseurs permettent d'obtenir une lumière polarisée rectilignement dans une certaine direction. Dans ce cas, cette direction est appelée l’axe du polariseur. Mis en fin d'un système optique, le polariseur est appelé « analyseur ».
Les polariseurs sont présents dans de nombreuses expériences d'optique et sont donc utilisés dans des instruments d'optique. Ils sont également utiles en photographie.
On distingue les polariseurs par absorption et les polariseurs par séparation de faisceau.
Le mot « polariseur » est utilisé, la plupart du temps, pour désigner ceux de la première catégorie, qui sont les plus courants et les plus pratiques d'utilisation.

## Polariseurs par absorption

Un polariseur à grille métallique convertit un faisceau présentant plusieurs polarisations en un faisceau polarisé rectilignement.

Le plus simple polariseur est la grille métallique, constituée de longs fils de métal parallèles. Les ondes électromagnétiques qui peuvent passer sont celles dont le champ électrique est perpendiculaire aux fils métalliques. En effet, pour les champs électriques présentant une orientation différente, les électrons du métal sont susceptibles d'osciller (comme lors de la réflexion d'une onde lumineuse sur un métal) : les ondes sont réfléchies et donc ne passent pas.
Ainsi, ce polariseur permet d'obtenir une onde polarisée rectilignement perpendiculairement aux fils métalliques.
Cependant, ce résultat n'est valable que pour des ondes dont la longueur d'onde est grande devant l'écartement entre les fils, c'est-à-dire pour les micro-ondes. Il est possible de réduire cet écartement grâce à des techniques avancées de lithographie, mais on préfère généralement utiliser d'autres types de polariseurs si l'on se sert de lumière de longueur d'onde plus courte.
Certains cristaux présentent un dichroïsme, c'est-à-dire une absorption de la lumière différente selon sa polarisation. Ils peuvent donc être utilisés comme polariseurs. Le cristal de ce type le plus connu est la tourmaline, mais on l'utilise rarement car son dichroïsme dépend trop fortement de la longueur d'onde : il apparaît alors coloré. L'herapathite est dichroïque et moins fortement colorée, mais plus difficile à produire en cristaux de grande taille.
Le film Polaroïd était, dans sa version originale, un arrangement de nombreux cristaux d'herapathite. Sa version suivante feuille H ressemble plutôt au polariseur à grille métallique. Elle est faite de plastique d'alcool polyvinylique (PVA) dopé à l'iode. Le PVA étant une longue molécule, l'étirement de la feuille permet de l'aligner dans une direction particulière. Son fonctionnement est alors analogue à la grille métallique décrite plus haut. Cette matière pratique à utiliser, peu fragile, peu chère et relativement facile à produire, est le type de polariseur le plus largement répandu. On le retrouve en photographie, dans l'affichage à cristaux liquides, ainsi que dans certaines lunettes de soleil.
Un polariseur moderne important est le Polarcor, fabriqué par Corning Incorporated. Ce matériau est un verre contenant des particules d'argent allongées dans un film près de sa surface. Il est plus durable et polarise mieux la lumière que le film Polaroïd, avec une faible absorption pour la lumière correctement polarisée. Il est largement utilisé dans les télécommunications par fibre optique.
| |  |  |  |  |
| Observation de l'effet d'un polariseur par absorption sur une lumière polarisée provenant d'un écran plat d'ordinateur. |  |  |  |  |

## Polariseurs par séparation de faisceau

Une série de lames placées à l'angle de Brewster par rapport à un faisceau non-polarisé (unpolarized). Chaque lame réfléchit une fraction de la lumière polarisée s (s-polarized) et laisse passer la lumière polarisée p (p-polarized).

Les polariseurs par séparation de faisceau séparent le faisceau incident en deux faisceaux de polarisations différentes (la plupart du temps, ces polarisations sont rectilignes et perpendiculaires entre elles). Ils absorbent très peu la lumière, ce qui en fait un avantage par rapport aux polariseurs par absorption. Ils sont aussi utiles dans le cas où les deux faisceaux séparés sont nécessaires.
La façon la plus simple d'en réaliser consiste en une série de lames de verre orientées à l'angle de Brewster par rapport au faisceau. À cet angle, valant environ 57° pour le verre, la lumière polarisée p (c'est-à-dire parallèlement au plan d'incidence, vient de parallel, « parallèle » en allemand) n'est pas réfléchie par le verre et 84 % de la lumière polarisée s (perpendiculairement au plan d'incidence, vient de senkrecht, « perpendiculaire » en allemand) est transmise (16 % est réfléchie). Chaque lame de verre réfléchit deux fois la lumière (à l'entrée et à la sortie).
Plusieurs polariseurs optiques exploitent la biréfringence de certains matériaux comme le quartz, la calcite et le spath d'Islande. Ces cristaux ont la particularité de diviser un faisceau non polarisé en deux faisceaux polarisés différemment : il existe deux angles de réfraction, d'où le terme de biréfringence. On parle alors d'un rayon ordinaire, noté o, et d'un rayon extraordinaire, noté e (en général, ces deux rayons ne sont pas polarisés rectilignement). Un des premiers polariseurs de ce type était le prisme de Nicol, constitué d'un cristal de calcite coupé en deux puis recollé avec du baume du Canada. Le cristal est taillé de façon que les rayons o et e soient de polarisations rectilignes orthogonales entre elles. Le rayon o subit une réflexion totale à l'interface entre les deux morceaux de calcite. Le rayon e ressort de l'autre côté du prisme parallèlement à sa direction initiale. Ce prisme produit une polarisation de très haute qualité et a été largement utilisé en microscopie bien qu'il ait été remplacé, dans les applications modernes, par d'autres outils comme le prisme de Glan-Thompson (voir aussi : prisme de Glan-Foucault et prisme de Glan-Taylor).
Le prisme de Wollaston utilise aussi les propriétés de biréfringence de la calcite et crée deux faisceaux faiblement divergents de polarisations orthogonales entre elles. On trouve d'autres prismes similaires comme le prisme de Rochon et le prisme de Sénarmont.
En recouvrant une lame de verre avec une couche fine spéciale, les interférences à l'intérieur de la couche permettent d'obtenir un polariseur par séparation de faisceau.

## Loi de Malus et autres propriétés
Considérons une onde polarisée rectilignement arrivant sur un polariseur parfait et dont la polarisation fait un angle {\displaystyle \theta } avec l'axe de ce polariseur. La loi de Malus, du nom d'Étienne Louis Malus, donne la fraction de l'intensité de cette onde passant à travers le polariseur. En notant {\displaystyle I_{0}} l'intensité de l'onde incidente et {\displaystyle I} l'intensité de l'onde transmise, la loi de Malus s'écrit 
{\displaystyle I=I_{0}\cos ^{2}\theta \,}.
Par exemple, une lumière non-polarisée comme celle du soleil ou des lampes habituelles verra son intensité diminuée de moitié. En effet, une lumière non-polarisée est constituée en réalité de toutes les directions de polarisation possibles. Il faut dont prendre la moyenne de la loi de Malus (voir le théorème de la moyenne), c'est-à-dire
{\displaystyle I={\frac {I_{0}}{2}}}, car la valeur moyenne de la fonction {\displaystyle \cos ^{2}(\theta )} est :
En pratique, on n'obtient pas 50 % de transmission car les polariseurs ne sont pas parfaits : les Polaroïds transmettent 38 % du rayonnement incident et certains prismes biréfringents en transmettent 49,9 %. De plus, les polariseurs laissent passer un peu de lumière de polarisation non désirée : le rapport entre l'intensité de la composante non désirée et l'intensité de la composante correcte varie de 1/500 pour le Polaroïd à 1/1000000 pour le prisme de Glan-Taylor.

## Utilisations
Les polariseurs ont de nombreuses applications en optique. En voici quelques-unes :
- en plaçant deux polariseurs (appelés respectivement polariseur et analyseur) sur le trajet d'une lumière quelconque, la loi de Malus montre qu'en contrôlant l'angle entre leurs axes, on peut ajuster l'intensité lumineuse qui sort ;
- les domaines de Weiss dans un matériau paramagnétique peuvent être visualisés à l'aide d'un polariseur ;
- de la même manière, en minéralogie, les domaines de macle dans un minéral peuvent être mis en évidence en utilisant un polariseur ;
- on peut faire interférer les deux rayons issus d'un prisme de Wollaston grâce à un polariseur. Ceci sert, en interférométrie, à visualiser des faibles variations d'indice optique.

## Sources
- Collett, Edward. Field Guide to Polarization, SPIE Field Guides vol. FG05, SPIE (2005)  (ISBN 0-8194-5868-6)
- Hecht, Eugene. Optics, 2nd ed., Addison Wesley (1990)  (ISBN 0-201-11609-X). Chapter 8.
- Kliger, David S. Polarized Light in Optics and Spectroscopy, Academic Press (1990)  (ISBN 0-12-414975-8)